# Podolí (ort i Tjeckien, lat 49,71, long 16,92)
Podolí är en ort i Tjeckien. Den ligger i den östra delen av landet, 180 km öster om huvudstaden Prag. Podolí ligger 373 meter över havet och antalet invånare är 193.
Terrängen runt Podolí är platt åt nordost, men åt sydväst är den kuperad. Runt Podolí är det ganska tätbefolkat, med 54 invånare per kvadratkilometer. Närmaste större samhälle är Zábřeh, 19,7 km norr om Podolí. I omgivningarna runt Podolí växer i huvudsak blandskog.